# Hydraena dalmatina
Hydraena dalmatina är en skalbaggsart som beskrevs av Ludwig Ganglbauer 1901. Hydraena dalmatina ingår i släktet Hydraena och familjen vattenbrynsbaggar. Inga underarter finns listade i Catalogue of Life.